# Los Americans
"Los Americans" è una serie televisiva americana che esplora temi multi-generazionali. La storia ruota attorno a una famiglia venezuelana di classe media che vive a Los Angeles, composta da diverse generazioni che convivono sotto lo stesso tetto.
Lee e sua madre Lucia (Lupe Ontiveros) hanno visioni contrastanti su come affrontare le sfide familiari, tra cui l'alcolismo, la ribellione adolescenziale e le difficoltà legate all'immigrazione. Lee Valenzuela, con radici latine, è sposato con Alma, che crede di vivere in una "normale famiglia americana" insieme ai loro due figli adolescenti: Paul (JC Gonzalez) e Jennifer (Ana Villafañe).
Scritta e diretta da Dennis Leoni, la serie è uscita negli Stati Uniti nel 2011.

## Trama
"Los Americans" presenta numerosi attori latini acclamati, tra cui Esai Morales, Lupe Ontiveros e Tony Plana. I Valenzuela, una famiglia venezuelana, affrontano le sfide quotidiane comuni a molte famiglie americane. Temi come la mobilità sociale, l'alcolismo, la disoccupazione, l'immigrazione, l'identità culturale e l'infedeltà sono esplorati nel corso della serie. La trama offre situazioni realistiche con cui americani di ogni etnia e origine possono relazionarsi e identificarsi. Il tutto è presentato in uno spettacolo coinvolgente per il piccolo schermo. Ma la serie non è solo dramma e lacrime: "Los Americans" è drammatica, sì, ma sa anche divertire, come afferma Morales, uno degli attori principali della serie.

## Personaggi e interpreti
- Esai Morales: Leandro Valenzuela
- Lupe Ontiveros: Lucia Valenzuela
- Yvonne Delarosa: Alma Valenzuela
- JC Gonzalez: Paul Valenzuela
- Raymond Cruz: Memo
- Ana Villafañe: Jennifer Valenzuela

## Episodi
| Stagione       | Episodi | Prima TV USA | Prima TV Italia |
| -------------- | ------- | ------------ | --------------- |
| Prima stagione | 8       | 2011         | inedita         |

## Riconoscimenti
- 2012 – The Imagen Foundation
  - Miglior Dramma per serie web